# Antoni Sygietyński

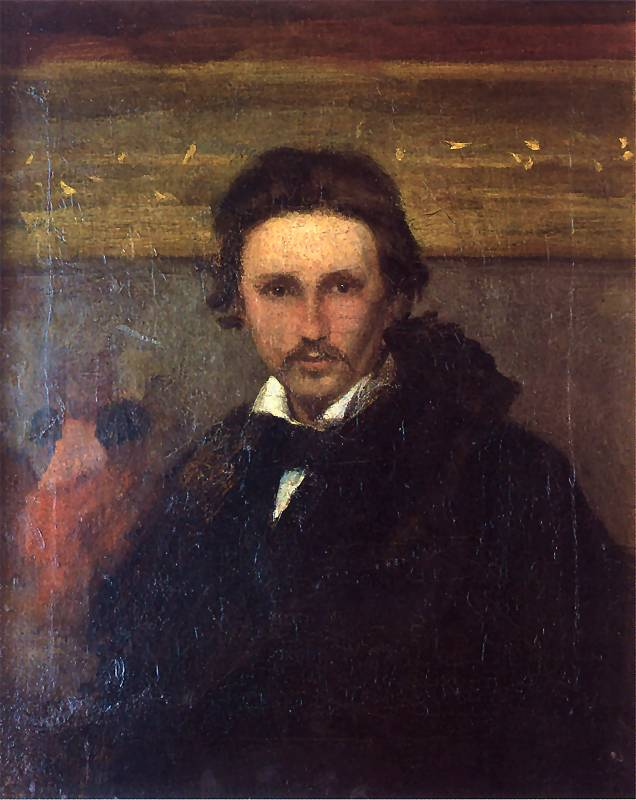
Portret Antoniego Sygietyńskiego, pędzla Adama Chmielowskiego

Antoni Sygietyński, ps. „Gosławiec” (ur. 5 marca 1850, zm. 14 czerwca 1923) – ceniony w swoim czasie krytyk literacki, muzyczny i teatralny, naturalistyczny powieściopisarz, zwolennik realizmu w malarstwie i naturalizmu w prozie, pianista, pedagog.

## Życiorys

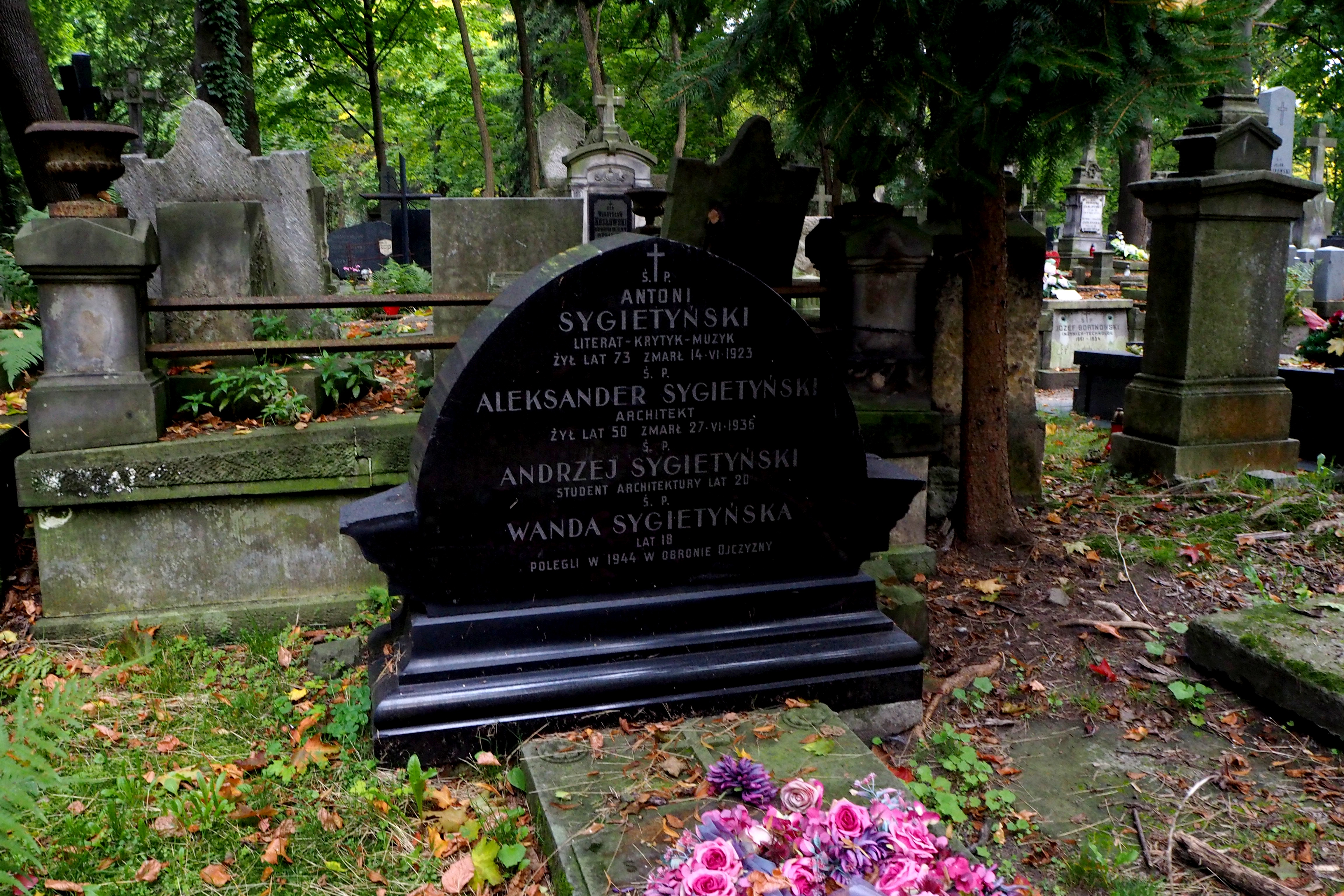
Grób Antoniego oraz Aleksandra Sygietyńskich na Cmentarzu Powązkowskim w Warszawie

Jego najstarszy brat Karol zginął w powstaniu styczniowym, a majątek rodzinny uległ konfiskacie. Dorastał w Warszawie. Przyjaźnił się z Aleksandrem Gierymskim. W 1869 roku podjął naukę w klasie fortepianu w warszawskim Instytucie Muzycznym. Studiował też w słynnym konserwatorium w Lipsku, w Wiedniu oraz estetykę i historię sztuki w Paryżu. W czasie pobytu w stolicy Francji nawiązał współpracę z kilkoma warszawskimi gazetami.
Do kraju powrócił w 1881 roku z poślubioną córką argentyńskiego farmera. Prowadził zajęcia z fortepianu w Instytucie Muzycznym oraz wykłady z estetyki. Współpracował z licznymi pismami. W latach 1888–1893 był działaczem Ligi Polskiej. Podejmował też działalność polityczną, związał się ze Związkiem Demokratycznym, redagował jego czasopismo. W 1907 roku został na krótko osadzony w Cytadeli Warszawskiej. Był członkiem Polskiej Partii Postępowej oraz Stronnictwa Narodowo-Postępowego. Pod koniec życia pełnił funkcję naczelnika wydziału prasowo-widowiskowego w Komisariacie Rządu. Spoczywa na cmentarzu Powązkowskim w Warszawie (kw. D-5-12).

### Życie prywatne
Ojcem Antoniego był Leon Sygietyński – dziennikarz i tłumacz, syna Karola Sygietyńskiego (1782–1826) – naczelnika Wydziału Skarbowego Komisji Województwa Lubelskiego i Anny z domu Czyńskiej. Jego matką była Malwina z domu Krzyżanowska – córka Feliksa Krzyżanowskiego, dzierżawcy ekonomii łomżyńskiej oraz Antoniny z domu Stępczyńskiej. 
Antoni był dwukrotnie żonaty. Z pierwszą żoną miał troje dzieci, a wśród nich Aleksandra (1885–1936), architekta.
Ze związku z drugą żoną Heleną z Golińskich (1871–1958), z którą miał również troje dzieci:
- Antoninę (1892–1960) zamężną z Romanem Machnickim[8],
- Zofię (1895–1931) zamężną z Augustem Wiktorem Nowosielskim[8],
- Tadeusza (1896–1955), założyciela zespołu Mazowsze.

## Twórczość
Autor omówienia programu Ligi Polskiej - Co robić (Paryż 1891).
Wydał drukiem: zbiór artykułów Współczesna powieść we Francji, monografię Maksymilian Gierymski (1906), powieści: Na skałach Calvados (1884) i Wysadzony z siodła (1891) oraz zbiory opowiadań: Drobiazgi (1900) i Święty ogień (1918). Zaginęła natomiast w rękopisie jego ostatnia powieść – Pan Jezus w Przegorzałach.